# Wayland’s Smithy

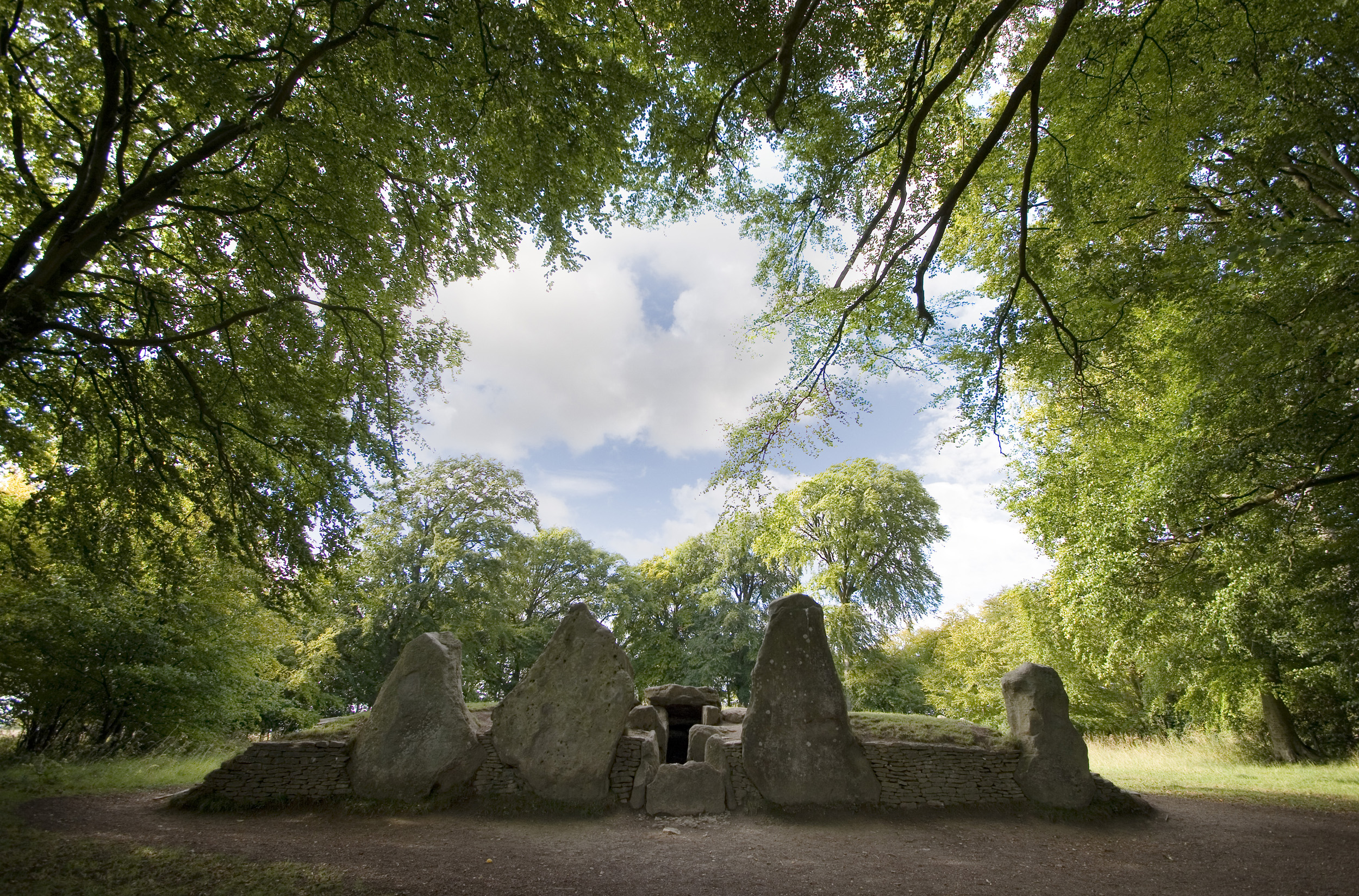
Wayland's Smithy – Vorderseite

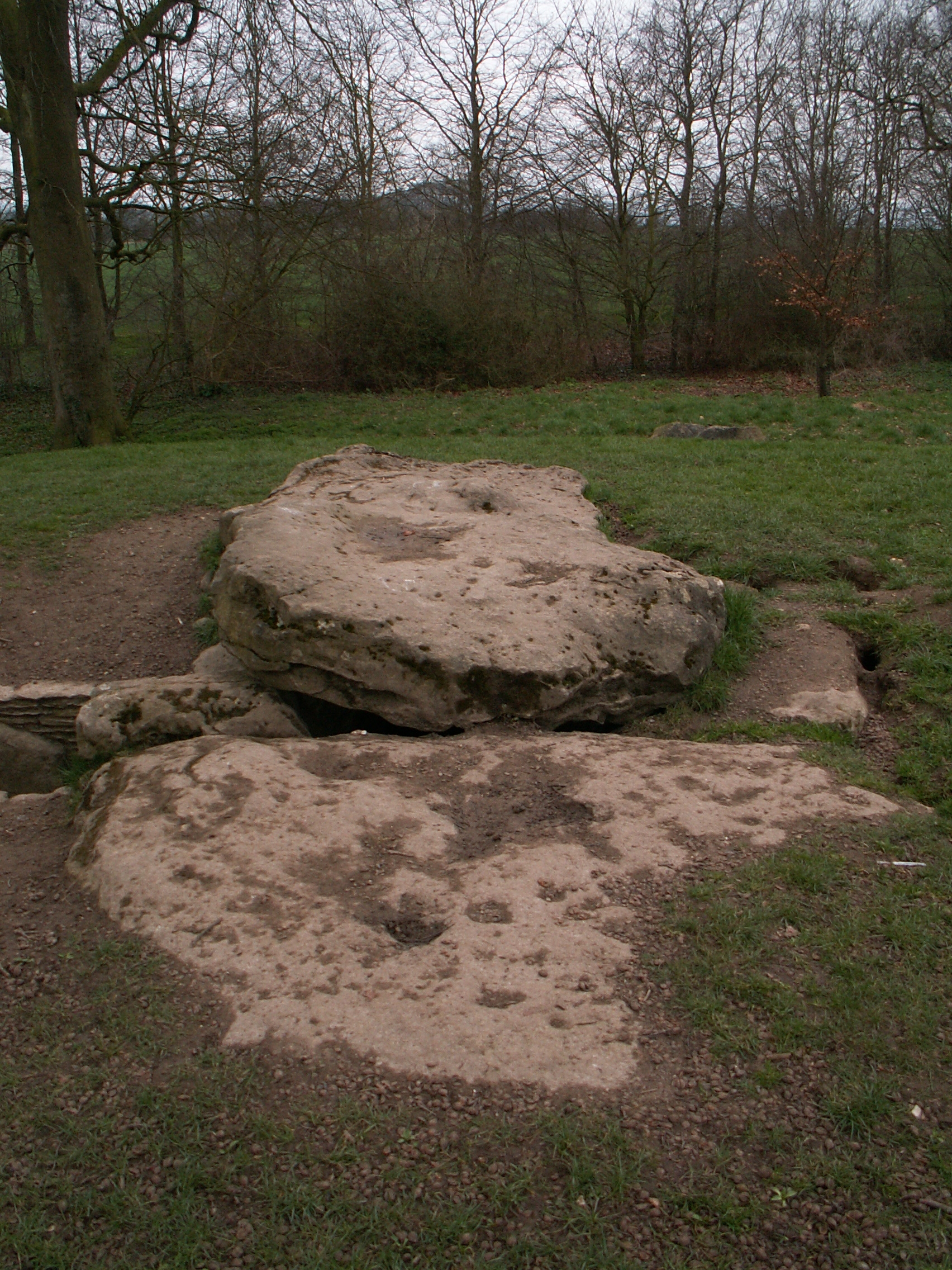
Deckplatten der Grabkammern der zweiten Ausbaustufe

Wayland’s Smithy (engl. für „Wielands Schmiede“; auch Smitty genannt) bei Swindon bzw. Compton Beauchamp ist ein Hügelgrab in Oxfordshire, dessen ältester Ausbau vor etwa 5500 Jahren stattfand. Es wurde auf einem flachen Hügel in der Nähe des White Horse Hills erbaut.

## Grabungen
Das Grab wurde bereits in den 1920ern geöffnet, 1962 bis 1963 durch R. J. C. Atkinson und Stuart Piggott ausgegraben und in den 1980ern von Alasdair Whittle erneut untersucht.

### Erste Bauphase

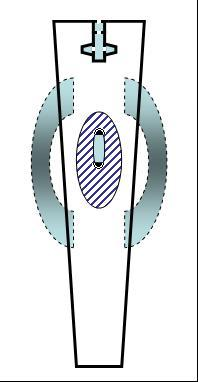
Plan von Wayland’s smithy

Der 16,5 m lange ovale Grabhügel wurde aus Kreide, die vor Ort aus Gruben entnommen wurde, aufgeschüttet und an den Seiten mit Steinplatten befestigt. Im Inneren befand sich eine hölzerne Kammer mit den sterblichen Überresten von 15 Personen. Es wird vermutet, dass die Begräbnisstätte als Ort für Zeremonien der Gemeinschaft und als Symbol des Besitzes des Landes durch die Gruppe diente.

### Cotswold Severn Tomb

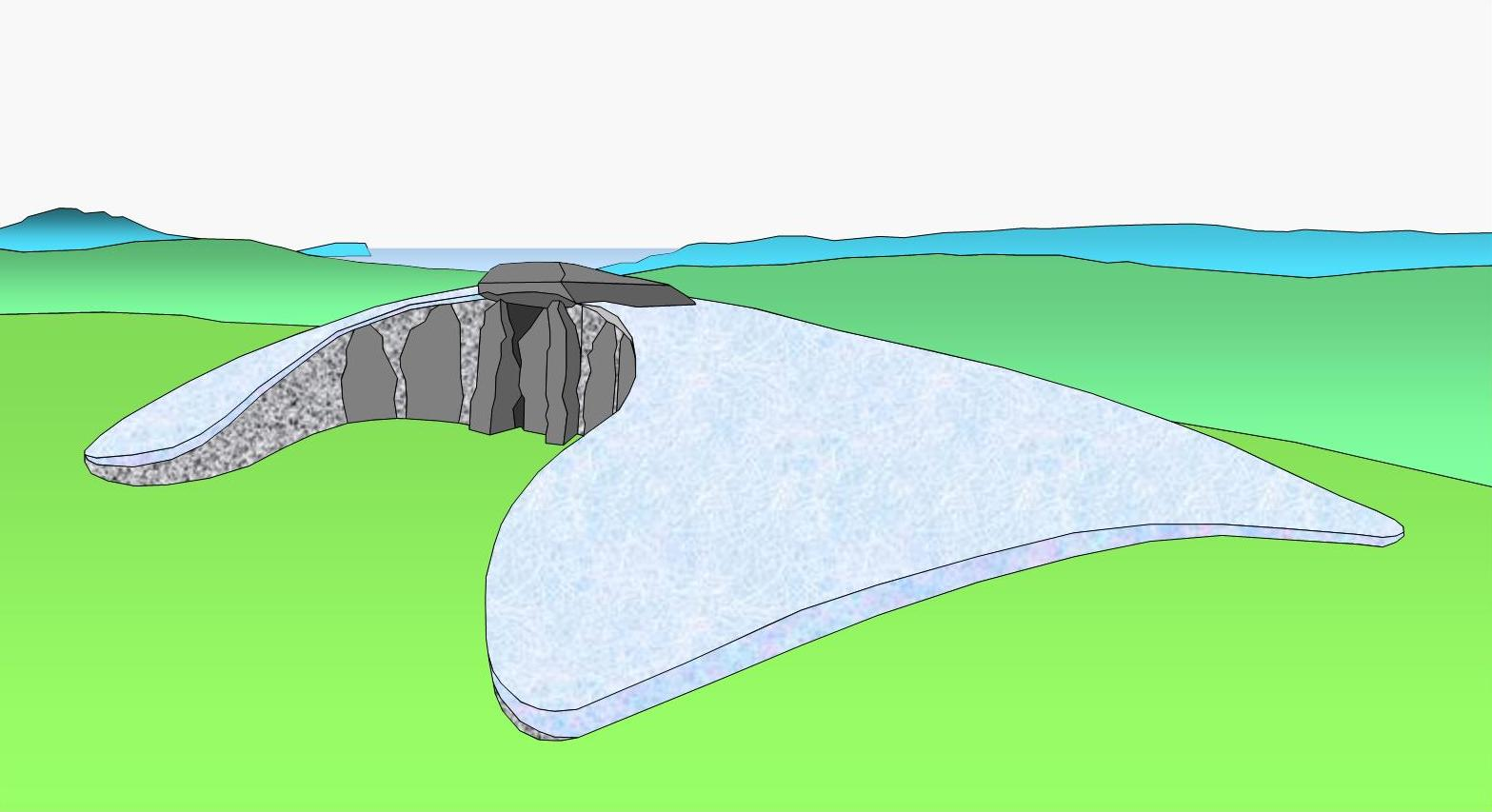
Schema Cotswold Severn Tomb. Die Exedra besteht oft aus „post and panel technique“ (Pfosten und Platten-Technik)

Um das Jahr 3300 v. Chr. herum wurde ein neuer Hügel über dem alten errichtet. Diese zweite Ausbaustufe überdeckt die erste vollständig. Diese zweite Ausbaustufe ist viermal länger und in einer viel exakteren Trapezform erbaut. Wieder wurde Kreide aufgeschüttet und die Ränder mit diesmal größeren Steinplatten begrenzt. In das breitere Ende des Hügels, das von sehr hohen Steinblöcken begrenzt wurde, wurde ein Dolmen mit Seitenkammern eingebaut. Zum anderen Ende hin fällt der Hügel flach ab und wird von kleinen Steinplatten begrenzt. Es wird vermutet, dass diese zweite Begräbnisstätte ein paar Jahrhunderte in Gebrauch war. Eine genaue Aussage hierzu ist schwierig, da bei der ersten Grabung 1920 in dem geplünderten Grab nur die durchwühlten Überreste von mindestens acht Personen gefunden wurden.

## Name
Der Grabhügel wurde 4000 Jahre nach der Errichtung der zweiten Baustufe Wayland’s Smithy getauft. Die Sachsen fanden den Hügel und hielten ihn für ein Werk ihres mythischen Helden Wieland der Schmied (Wayland the Smith). Im Lauf der Zeit entwickelte sich die 1738 durch den Archäologen und Archivar Francis Wise erstmals schriftlich festgehaltene lokale Legende, dass Wieland der Schmied in einer Art von stummem Handel die Hufeisen der Pferde von Reisenden ersetze, wenn diese einen Silberpenny neben den Grabhügel legen. (Die Benutzung von Metalldetektoren auf dem Gelände ist strikt verboten.)
Das Grab ist heute im Besitz des English Heritage und wird von diesem instand gehalten.

Wayland’s Smithy
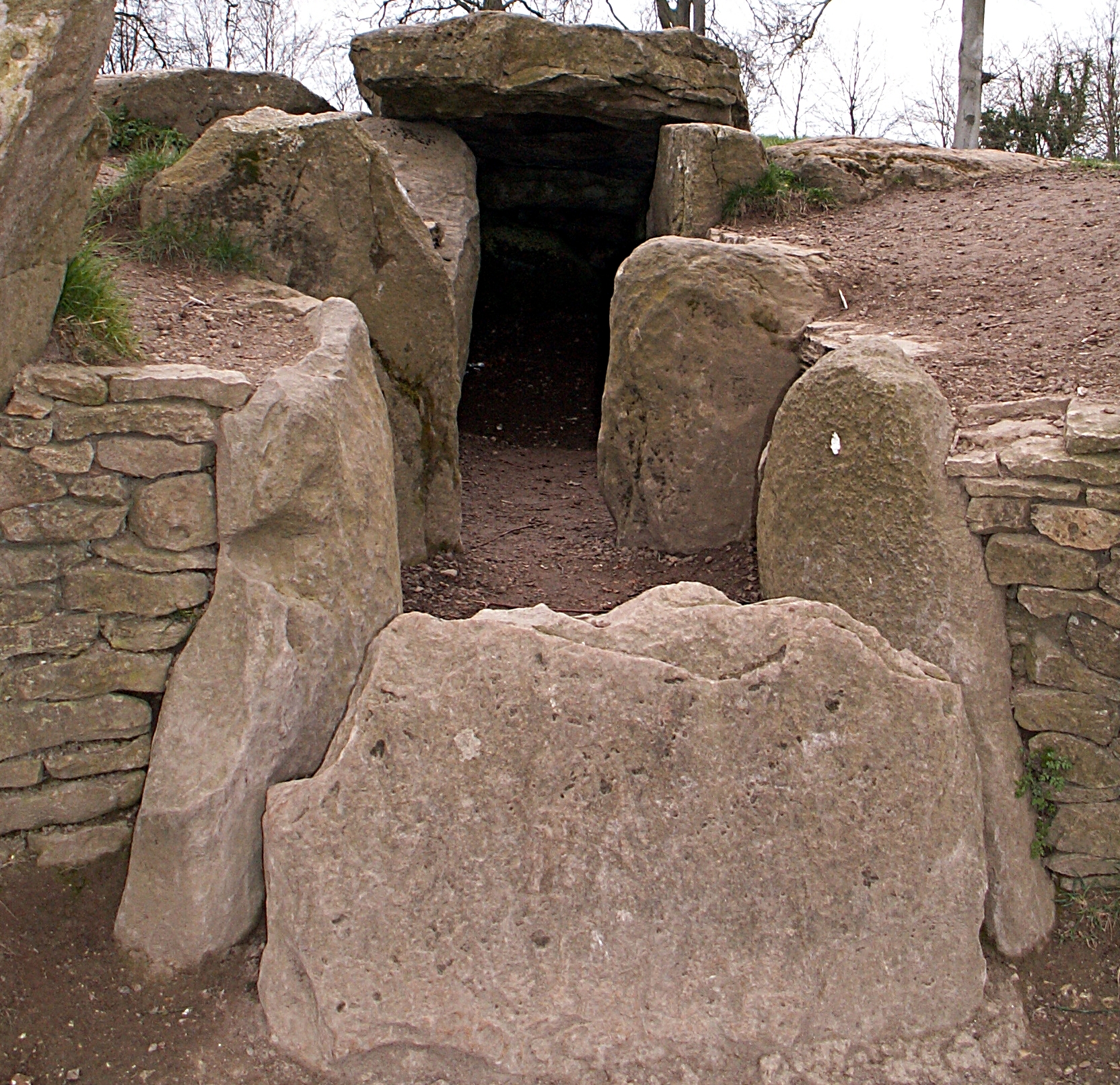
Eingang zur Grabkammer der zweiten Ausbaustufe
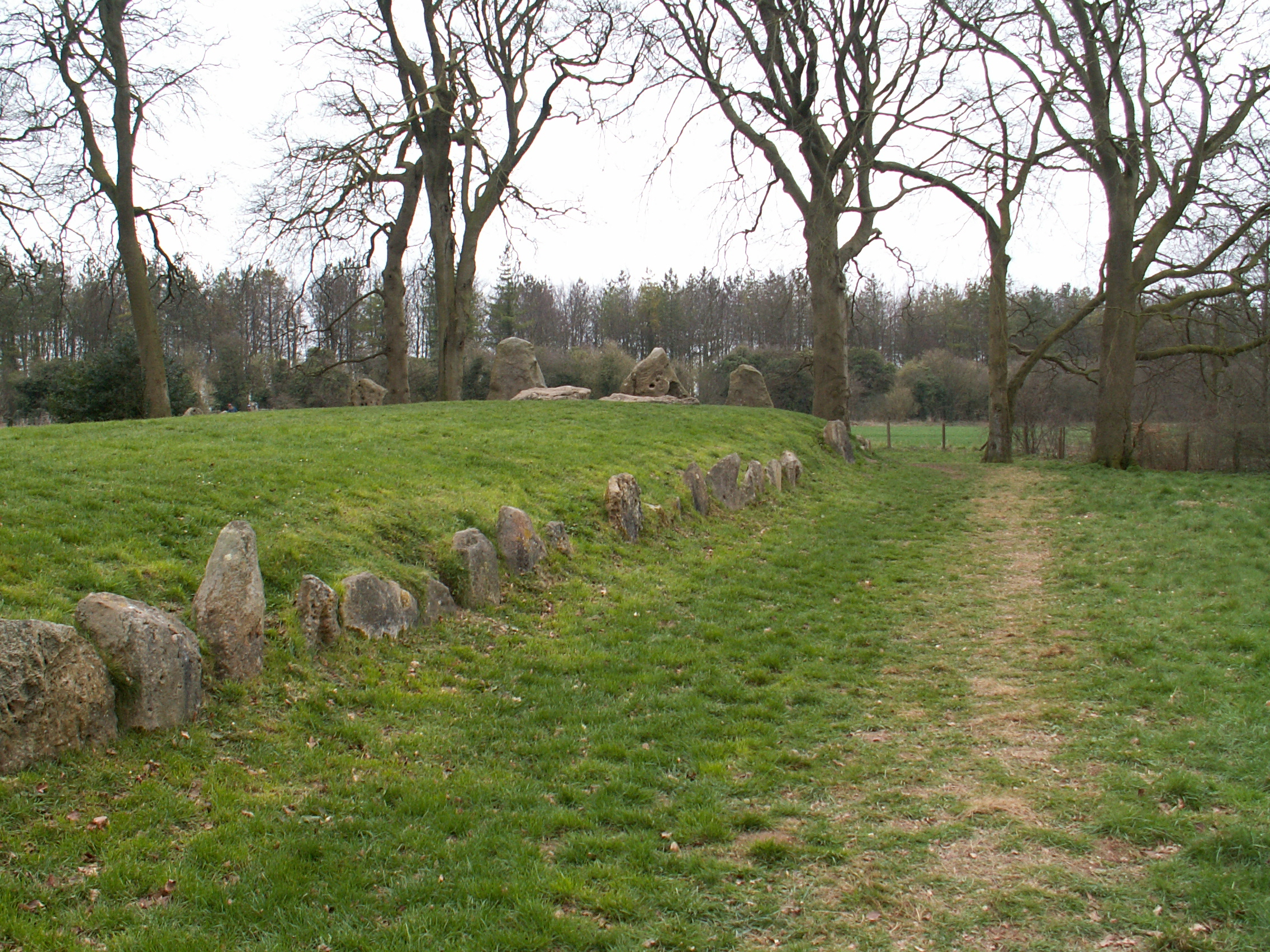
Seite
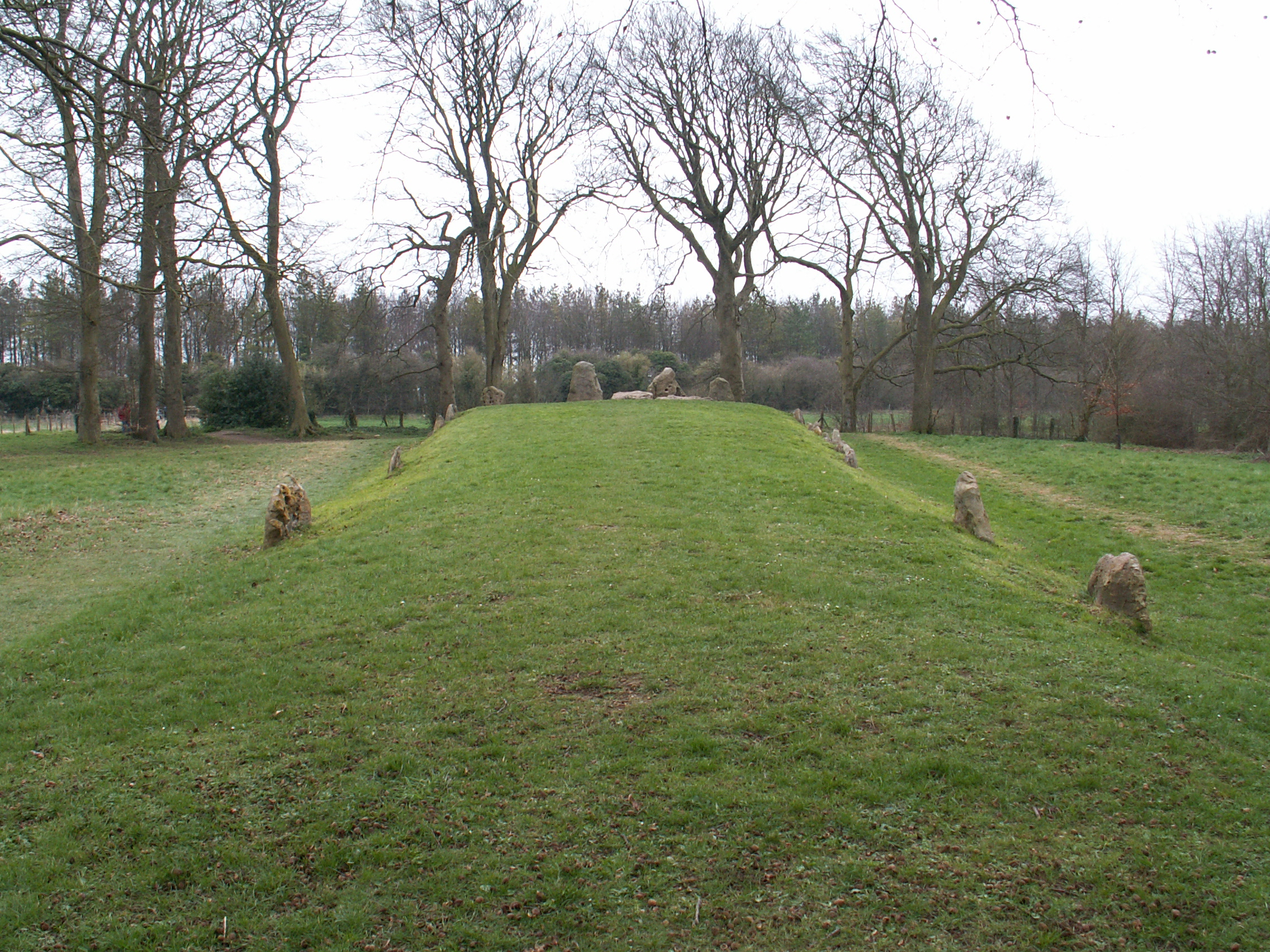
Oberseite